# Il tesoro del Bigatto
Il tesoro del Bigatto è un romanzo di Giuseppe Pederiali del 1980.
Costituisce la seconda parte di un'ideale trilogia fantastica, con Le città del diluvio e La Compagnia della Selva Bella
Il romanzo, nel corso degli anni, ha venduto oltre un milione di copie, anche grazie all'adozione come libro di lettura in molte scuole dell'obbligo.

## Trama
Il romanzo si svolge alla fine dell'anno 1076, in un'ambientazione ricca di elementi fantastici.
Sulla Pietra di Bismantova vive l'eremita Anselmo da Alberone, circondato da fama di santo e costantemente tentato dal Demonio. Anselmo viene contattato da Matilde di Canossa, che nel suo castello è in attesa, assieme al papa Gregorio VII, della visita dell'imperatore Enrico IV, per una delicatissima missione diplomatica: egli dovrà recarsi ad Aquileia allo scopo di ottenere l'appoggio del patriarca per il partito papale.
Anselmo scende così dalle montagne e si reca fino al porto fluviale di Brescello, per imbarcarsi su una nave che discende il corso del Po, la Gogamagoga, capitanata da un re-ragazzo di nome Vitige. Tra il suo composito equipaggio spiccano Galaverna, uno strano mendicante che si era già proposto ad Anselmo come compagno di viaggio e sulla cui vera identità il santo nutre sospetti, e una donna di nome Parpaia (farfalla). L'obiettivo della spedizione della Gogamagoga, per contro, è quello di trovare un'enorme zucca, che si dice custodita da un gigantesco bigatto (lombrico), che, coltivata su larga scala risolverebbe i problemi di scarsa alimentazione delle classi umili.
Dopo varie vicissitudini, che comprendono l'allontanamento dalla nave, l'imprigionamento di Anselmo a Finale Emilia ad opera del feudatario locale e la fuga grazie alla collaborazione di un topo parlante, l'incontro con l'alchimista Gidnone (che ha scoperto la formula per trasformare l'acqua in vino rosso) e col bambino selvaggio Ranìn e la scoperta effettiva della grande zucca e del bigatto, la missione di Anselmo giunge al compimento e viene fatta intuire l'identità di Galaverna.

## Riconoscimenti
Il tesoro del Bigatto ha vinto il Premio Italia 1982 nella categoria Romanzo o antologia personale di fantasy.

## Opere correlate
Il personaggio di Vitige era presente nel romanzo precedente Le città del diluvio.

## Opere derivate
Nel 2025 è stato annunciato l'adattamente del romanzo di Pederiali in un film animato in stop motion.

## Edizioni
- Giuseppe Pederiali, Il tesoro del Bigatto, Milano, Rusconi, 1980.
- Giuseppe Pederiali, Il tesoro del Bigatto, collana Aperture, Milano, Edizioni Scolastiche Bruno Mondadori, 1983.
- Giuseppe Pederiali, Il tesoro del Bigatto, Milano, Rusconi tascabili, 1984, ISBN 88-18-70066-9.
- Giuseppe Pederiali, Il tesoro del Bigatto, collana Narrativa Moderna, Milano, Edizioni Scolastiche Bruno Mondadori, 1983, ISBN 8842401552.
- Giuseppe Pederiali, Il tesoro del Bigatto, Bologna, Kappalab, 2017, ISBN 9788885457034.